# ジュゼッペ・シニョーリ
ジュゼッペ・“ベッペ”・シニョーリ（伊: Giuseppe “Beppe” Signori、1968年2月17日 - ）は、イタリア出身の元サッカー選手。現役時代のポジションはフォワード。利き足である左足からのシュートによる得点が殆どで、右足は基本的に使うことはなかった。

## クラブ経歴
11歳の時にインテルのテストに合格するも低身長が災いして活躍の場が与えられなかった。それゆえ、20代半ばまでは無名に近い存在であった。
転機が訪れたのは1989年から1992年にかけて在籍したフォッジャ（当時セリエB）時代からで、チェコ人指揮官ズデネク・ゼーマンの薫陶を受け、1991-92シーズンにはセリエAの舞台で11得点を挙げた。1992-93シーズン、ルベン・ソサに代わる選手としてラツィオに引き抜かれた。サンプドリアとの開幕戦で2得点を決めるデビュー。そのシーズンには26得点を挙げ得点王となった。翌1993-94シーズンには負傷のため、前半戦の多くを欠場せざるを得なかったが、最終的には24試合出場で23得点という得点率で2年連続得点王となった。1995年の6月、パルマへの移籍が突如発表されたが、これに抗議する4000人を超えるファンたちが、チームの事務所に押し寄せ、移籍は無くなった。
1995-96シーズンにも通算3度目の得点王となったものの、その多くはPKによるものであった。1997-98シーズンからゴラン・エリクソンが監督に就任すると、時にチームに対して不満を漏らし、マイナスの影響を及ぼす存在であると考えたエリクソンにより冷遇されるようになり、シーズン途中にサンプドリアへと放出されたが、17試合で3得点と、全く活躍出来なかった。
1998-99シーズンから移籍したボローニャでは、ロベルト・バッジョの10番とキャプテンマークを引継いだ。3期連続で15ゴールを挙げた。ボローニャでは公式戦177試合に出場し、84得点を決めた。
2005年からはハンガリーのFCショプロンでプレーしていたが、2006年に現役を引退した。

## 代表経歴
イタリア代表としては1992年5月31日のポルトガル戦（ニューヘイブン）で代表デビューを飾り、1994年のFIFAワールドカップ・アメリカ大会を始め国際Aマッチ28試合出場7得点を記録した。クラブレベルでは実績を残したが、イタリア代表としてはアリゴ・サッキ監督の下では、思うような結果を残せなかった。94年W杯時には、左サイドハーフに起用されるも、グループリーグ、ノルウェーとの対戦ではフリーキックでディノ・バッジョの決勝点をアシスト、準々決勝のスペインとの対戦ではロベルト・バッジオの決勝点をアシストしたが、しかし、MFとしてのプレーを拒否したため、決勝では出場機会を与えられなかった。大会計6試合に出場し2アシストを記録するも、自身は得点を奪うことが出来なかった。

## 引退後
引退後はライ・ラジオ1のサッカー解説者を務めた。2008年5月28日から2009年1月28日にかけてテルナーナ・カルチョのディレクターを務めた。
2011年6月1日、イタリア下部リーグの八百長に関わった疑いでシニョーリの身柄を拘束したと捜査当局が発表。八百長に直接的な影響力を持つ賭博グループの主要メンバーだった疑いも持たれた。8月9日、イタリアサッカー連盟はシニョーリに対しサッカーに関わる活動を5年間禁止する命令を下した。

## 個人成績

### 代表での成績
出典
| イタリア代表 | 国際Aマッチ | 国際Aマッチ |
| 年           | 出場        | 得点        |
| ------------ | ----------- | ----------- |
| 1992         | 6           | 2           |
| 1993         | 6           | 2           |
| 1994         | 13          | 3           |
| 1995         | 3           | 0           |
| 通算         | 28          | 7           |

## 獲得タイトル
- 1992-93 セリエA得点王(32試合/26得点)
- 1993-94 セリエA得点王(24試合/23得点)
- 1995-96 セリエA得点王(31試合/24得点)